# Psilalcis postmaculata
Psilalcis postmaculata là một loài bướm đêm trong họ Geometridae.